# Blekinge
Blekinge (cateodata cunoscuta ca Blechingia) este o provincie a Suediei.

## Județe
- Blekinge

## Orașe
- Karlshamn
- Karlskrona
- Olofström
- Ronneby
- Sölvesborg